# Klippan (comuna)
Klippan (em sueco: Klippans kommun) é uma comuna da Suécia localizada no condado de Escânia. Sua capital é a cidade de Klippan. Tem 374 quilômetros quadrados e pelo censo de 2018, havia 17 600 habitantes.